# Фокін Віталій Олексійович
Віталій Олексійович Фокін (рос. Виталий Алексеевич Фокин; 17 березня 1906 — 23 січня 1964) — радянський воєначальник, адмірал, командувач Тихоокеанським флотом, перший заступник Головнокомандувача ВМФ СРСР. Член ЦК КПРС у 1961—1964 роках. Депутат Верховної ради РРФСР 5-го скликання. Депутат Верховної Ради СРСР 6-го скликання.

## Біографія
Народився 4 (17 березня) 1906 року в селі Висока (нині Пищугський район, Костромська область) в сім'ї робітника.
З 1922 року служив на флоті. Закінчив Військово-морське училище імені М. В. Фрунзе в 1927 році. У тому ж році вступив у ВКП (б).
Служив командиром взводу 2-го флотського екіпажу, а потім штурманом на крейсері «Аврора».
У 1930 році закінчив штурманський клас командного складу ВМФ РСЧА, служив помічником командира і командиром сторожового корабля, есмінця «Урицький».
З серпня 1937 року — командир окремого дивізіону ескадрених міноносців на Північному флоті. У 1938 році репресований, в квітні 1940 року відновлений в кадрах ВМФ.
Учасник Другої світової війни. Брав участь в проводці арктичних конвоїв, здійснював артилерійську підтримку сухопутним військам і забезпечував висадку десантів. У 1942 році був важко поранений.
З квітня 1942 по березень 1944 року — начальник штабу Каспійської флотилії, забезпечував протиповітряну оборону морських перевезень і прокладку підводного нафтопроводу від Апшеронского півострова до Астрахані.
З жовтня 1944 року — командувач ескадрою на Північному флоті, брав участь в проводці союзних і вітчизняних конвоїв.
З 1945 року — на командних і штабних посадах.
11 травня 1953 — 12 лютого 1958 року — начальник Головного штабу ВМФ — перший заступник Головнокомандувача ВМФ СРСР.
12 лютого 1958 — 30 червня 1962 року — командувач Тихоокеанського флоту.
30 червня 1962 — 23 січня 1964 року — перший заступник Головнокомандувача ВМФ СРСР.
Помер 23 січня 1964 року. Похований в Москві на Новодівичому цвинтарі (ділянка № 1).

## Військові звання
- контр-адмірал (25 вересня 1944)
- віце-адмірал (11 травня 1949)
- адмірал (3 серпня 1953)

## Нагороди
- Орден Леніна (1948)
- 4 ордени Червоного Прапора (1942, 1943, 1944, 1952)
- Орден Нахімова I ступеня (24 травня 1945)[2]
- Орден Ушакова II ступеня (25 вересня 1944)
- Орден Червоної Зірки (1935)
- Медалі
- Орден «Легіон гідних» (Велика Британія)

## Пам'ять
Іменем В. А. Фокіна був названий ракетний крейсер «Адмірал Фокін» — закладений 5 жовтня 1960 року, спущений на воду 5 листопада 1961 введений до бойового складу 28 листопада 1964 виключений зі складу ВМФ 30 червня 1993.
У 1964 році, через всього 9 місяців з дня смерті адмірала В. А. Фокіна в Москві, на хвилі політичної кампанії з масового викорінення в Приморському краї топонімів не російського походження Пекінська вулиця — найстаріша вулиця Владивостока, названа в 1867 році на честь укладення Пекінського трактату (договору) графом генерал-ад'ютантом Миколою Павловичем Ігнатьєвим — була перейменована у вулицю Адмірала Фокіна. Ймовірно члени комісії визнали що слово «Пекінська» якимось чином прославляє ідейного і політичного на той момент ворога — маоїстський Китай. Іменем адмірала В. А. Фокіна названо місто в Приморському краї (колишній Шкотово-17, пос. Тихоокеанський) і військово-морська база Тихоокеанського флоту Росії.